# 高見島
高見島（たかみしま）は、香川県仲多度郡多度津町にある島。

## 概要
瀬戸内海のほぼ中央、多度津港の北西7.4kmの海上にある。龍王山を中心に南北に細長い円錐型の島である。1956年（昭和31年）9月30日に多度津町へ編入されるまでは、仲多度郡高見島村に属していた。
竜王山（標高297.3m）には祠があり、県指定天然記念物の高見島龍王宮社叢がある。
「浦」と「浜」、「板持」の3地区があったが、「板持」は居住者がいなくなっており、「浦」と「浜」の2地区のみとなっている。
産業として水産業（主にイカナゴ漁）や農業（主に畑作、花き栽培）があるが、自家消費的なものが中心となっている。
医療施設は国民健康保険直営診療所（国民健康保険高見診療所）がある。
多度津町立高見小・中学校があったが2010年（平成22年）10月で廃校となり、社会教育施設の多度津町高見島自然体験センターとなっている。
水道は海底送水が行われており普及率は100%である。一方、ごみ処理やし尿処理は定期的に本土に搬出して処理している。
瀬戸内国際芸術祭が開催される島としても知られる。

## 歴史
- 戦国時代には、本島と同じく塩飽水軍の拠点があった。
- 江戸時代末期の1860年（万延元年）、日本初の太平洋横断の偉業を成し遂げた咸臨丸の水夫のうち4人はこの島の出身である。

## 交通
- 多度津港 - 高見島（たどつ汽船）[5]

## ギャラリー
- 高見港待合所
- 多度津町高見島出張所
- 高見島簡易郵便局
- 高見島の瀬戸内国際芸術祭モニュメント